# Глазгоуски университет
Глазгоуският университет (на английски: University of Glasgow) е университет в град Глазгоу, Великобритания. Основан е през 1451 година от папа Николай V и е един от двата най-престижни университета в Шотландия, наред с Университета на Сейнт Андрюс.

## Известни личности
Франсис Хътчисън (1694 – 1746) – един от бащите на шотландското Просвещение изучава философия, класика и теология в Глазгоуския университет от 1710 до 1716), а от 1729 до смъртта си преподава морална философия.
Преподаватели
- Томас Рийд (1710 – 1796), философ
- Адам Смит (1723 – 1790), икономист и философ

Възпитаници
- Райнхард Баумгарт (1929 – 2003), германски писател
- Хенри Брайлсфорд (1873 – 1958), журналист
- Джерард Бътлър (р. 1969), актьор
- Томас Греъм (1805 – 1869), химик
- Адам Смит (1723 – 1790), икономист и философ
- Джеймс Джордж Фрейзър (1854 – 1941), антрополог

## Галерия
- Университетският параклис, гледан откъм кулата на университета
- Централна университетска библиотека
- Департамент по история
- Биоинкубатор „Робъртсън“ към Медицинското училище
- Ранкин билдинг
- Хънтъров музей и художествена галерия
- Център за кино, телевизия и театър „Гилморехил“
- Медицинско училище „Улфсън“